# Protoreaster
Protoreaster  (лат.) — род морских звёзд семейства ореастерид отряда вальватид.

## Виды

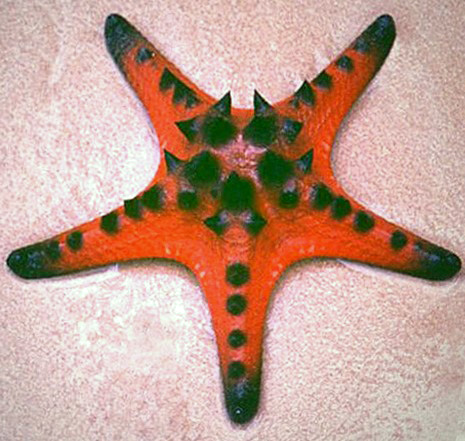
Protoreaster nodosus

В роде Protoreaster 3 вида: 
- Protoreaster lincki
- Protoreaster nodosus
- Protoreaster nodulosus